# Phumosia hunanensis
Phumosia hunanensis är en tvåvingeart som beskrevs av Fan, Gan, Fang, Zheng, Chen och Tao 1997. Phumosia hunanensis ingår i släktet Phumosia och familjen spyflugor.
Artens utbredningsområde är Hunan (Kina). Inga underarter finns listade i Catalogue of Life.